# Claudio Dantas
Claudio Dantas Sequeira, ou simplesmente Claudio Dantas (Rio de Janeiro, 16 de setembro de 1977), é um jornalista investigativo, apresentador e comentarista político brasileiro.  Foi editor da Agência EFE, repórter e colunista do Correio Braziliense, repórter da Folha de S.Paulo e repórter, editor e diretor interino da sucursal da revista IstoÉ até 2015, quando foi contratado para atuar no site de notícias O Antagonista, tornando-se editor-chefe do portal.
Dantas é formado em Jornalismo pela FACHA, com especialização em Relações Internacionais pela UnB. É conhecido pelo trabalho com a investigação política, sendo responsável por inúmeras denúncias de corrupção.
Com a série ‘O Serviço Secreto do Itamaraty’, venceu os prêmios Esso (Centro-Oeste), Embratel (Jornais/Revistas) e Resgate Histórico (Movimento de Justiça e Direitos Humanos). Ganhou o prêmio iBest de cobertura política/opinião. Além disso, integrou a Comissão Nacional da Verdade como pesquisador sênior.
Em meados de fevereiro de 2023, passou a integrar o quadro de analistas da Jovem Pan, participando como comentarista político e em março de 2023 foi oficialmente anunciado como contratado do Grupo Jovem Pan.

## Biografia
Nascido no Rio de Janeiro, em 1977, Dantas cursou o ensino médio na Escola Técnica Federal de Química (ETFQ/RJ), e trabalhou por alguns anos no setor, no Moinho Pena Branca e na Coca-Cola (Rio de Janeiro Refrescos). Largou a carreira na indústria e cursou Jornalismo na Faculdades Integradas Hélio Alonso (Facha). Posteriormente, fez pós-graduação (especialização) em Relações Internacionais na Universidade de Brasília (UnB). Na faculdade, deu aulas de copydesk, auxiliou na produção de roteiros do programa infantil Teca na TV, do Canal Futura, e fez revisões de originais para a editora Revan.
Entre 2001 a 2004, integrou a primeira equipe do Serviço em Português da Agência EFE, da Espanha. De 2004 a 2008, atuou como repórter de Mundo do Correio Braziliense, tendo criado a coluna Conexão Diplomática, dedicada à cobertura da diplomacia na capital federal. De 2008 a 2009, foi repórter de Brasil da Folha de S.Paulo na capital paulista. Em 2009, começou a dirigir a sucursal da Revista IstoÉ na capital federal, onde atuou por seis anos.
Em 2015, associou-se ao site de notícias O Antagonista, onde foi diretor-geral por seis anos. Em 2023, assumiu a Direção de Jornalismo da TV Jovem Pan, em Brasília, e passou a integrar a bancada de comentaristas do programa Os Pingos Nos Is.

### Comissão da Verdade
Integrou como pesquisador sênior a Comissão Nacional da Verdade, que funcionou de 16 de maio de 2012 a 16 de dezembro de 2014, tendo desenvolvido pesquisa no arquivo do Itamaraty para os grupos de trabalho da Operação Condor e Violações de Direitos Humanos de Brasileiros no Exterior e de Estrangeiros no Brasil.

### Serviço secreto do Itamaraty
Em 2007, Claudio Dantas revelou, por meio de uma série de reportagens publicadas no Correio Braziliense, que o Ministério das Relações Exteriores manteve durante a ditadura um serviço secreto batizado de Centro de Informações do Exterior (CIEX). Até então, a historiografia do período não trazia qualquer referência a esse órgão, cuja sigla é muitas vezes confundida como sendo do Centro de Informações do Exército (CIE). Dantas analisou mais de 20 mil páginas de 8 mil informes de um arquivo esquecido do MRE, cruzou dados históricos e consultou dezenas de diplomatas e militares aposentados, mapeando os principais integrantes do CIEX, sua origem e o criador da iniciativa: o embaixador Manoel Pio Corrêa, que chegou a ser secretário-geral do MRE na gestão do chanceler Juracy Magalhães.
O órgão foi criado por meio de uma portaria secreta, em 1966, ainda durante o governo do general Castello Branco, e não constava formalmente na estrutura funcional do Itamaraty. Era camuflado pela alcunha de Assessoria de Documentação de Política Exterior (Adoc) e até os idos de 1975 ficou abrigado na sala 410 do anexo I do MRE, o edifício conhecido como ‘Bolo de Noiva’.
Dantas descobriu que o CIEX monitorou ao menos 64 brasileiros mortos ou desaparecidos, da lista de 380 que depois seria revisada pela Comissão da Verdade. A vida dos exilados era monitorada por diplomatas e oficiais de chancelaria, cooptados pelos chefes do CIEX. O jornalista conseguiu entrevistar Pio Corrêa, que admitiu ter idealizado o serviço de inteligência e se inspirado no trabalho anterior da embaixadora Odette de Carvalho e Souza, a Dona Odette, que, na condição de chefe do Departamento Político do MRE, fichou nacionais e estrangeiros durante as décadas de 1940 e 50.
O CIEX também trabalhou na análise e monitoramento da política interna de países vizinhos, principalmente Argentina, Chile e Uruguai, onde muitos brasileiros se exilaram. Nos anos 1970, quando uma onda de regimes autoritários varreu a democracia no Cone Sul e muitos brasileiros exilados se transferiram para a Europa Ocidental, também as atividades de vigilância do CIEX se estenderam a países europeus, africanos e da antiga URSS.
A série de reportagens rendeu a Dantas prêmios e menções honrosas, como o prêmio Esso (Centro-Oeste), Imprensa Embratel (Jornais e Revistas) e Resgate Histórico do Movimento de Justiça e Direitos Humanos. Também foi tema de um documentário do canal Discovery Channel, com o jornalista entre os entrevistados. Claudio Dantas também foi homenageado pela Câmara dos Deputados e integrou a equipe de pesquisadores da Comissão Nacional da Verdade (CNV), trabalhando com a pesquisa sobre a participação da diplomacia na perseguição política durante a ditadura.